# ماموپلاستی
ماموپلاستی یا جراحی ترمیمی پستان (به انگلیسی: Mammaplasty) جراحی پلاستیک جهت اصلاح سایز یا ترمیم افتادگی پستان و نیز پس از ماستکتومی در زنان انجام می‌شود و معمولاً جهت زیبایی یا رفع نواقص پستان انجام می‌گیرد. در طول عمل کوچک کردن پستان، بافت چربی، بافت غدد و پوست از سینه برداشته شده و سپس بافت پستان تغییر شکل داده می‌شود و به این ترتیب وضعیت قرارگیری نوک پستان و هالهٔ پستان (آرئولا) اصلاح می‌گردد.

## انواع ماموپلاستی
با توجه به شرایط بیمار، انواع مختلفی از این جراحی وجود دارد. برخلاف تصور بسیاری، این نوع جراحی تنها شامل کوچک کردن پستان نمی‌شود و مشکلات جسمی یا روانی دیگری که فرد با آن‌ها سروکار دارد نیز درمان می‌کند. کوچک کردن پستان نه تنها راه مناسبی برای کاهش اندازهٔ پستان‌ها محسوب می‌شود، بلکه برای بالا آوردن محل قرارگیری پستان در ناحیهٔ قفسهٔ سینه، از بین بردن تفاوت در اندازهٔ پستان‌ها و بازیابی محل قرارگیری پستان‌ها پس از دوران شیردهی نیز توصیه می‌شود. علاوه بر تصحیح اندازهٔ پستان‌ها، ظاهر آن‌ها نیر بهبود می‌یابد. به‌طور کلی جراحی ماموپلاستی شامل دو مورد کلی است که در ادامه به آن‌ها اشاره شده‌است. مواردی وجود دارد که جراحی پلاستیک، به بازگرداندن ظاهر پستان‌ها کمک می‌کند و با وارد کردن ایمپلنت‌های سیلیکون به بدن زن انجام می‌شود. در واقع جراح با کمک این روش، شکل غدد پستانی را بازیابی می‌کند. در روش دیگر، کمی چربی از سایر قسمت‌های بدن برداشته شده و به پستان‌ها تزریق می‌شود. در این حالت نوک پستان‌ها بازیابی شده و شکل و ظاهر مناسب‌تری پیدا می‌کند. در مواردی، جراحی ترمیمی پستان توصیه نمی‌شود مانند هنگامی که فرد، دچار بیماری‌هایی مثل فیبروکیستیک، عفونت‌ها یا سرطان پستان باشد. تغییرات در اندازه و شکل پستان‌ها پس از چند هفته از جراحی قابل مشاهده خواهد بود. علاوه بر تصحیح اندازهٔ پستان‌ها، ظاهر آن‌ها نیر بهبود می‌یابد. به‌طور کلی جراحی ماموپلاستی شامل دو مورد کلی است که در ادامه به آن‌ها اشاره شده‌است.

### کاهش اندازهٔ پستان
ماموپلاستی هم با مشکلات جسمی (سایز پستان) و هم مشکلات روانی در ارتباط است. ثابت شده‌است که پستان بزرگ از نظر روانی بیشتر از پستان کوچک بر اعتماد به نفس و روابط افراد تأثیر می‌گذارد و این بیماران سعی می‌کنند تا آنجا که می‌توانند آن را پنهان کنند. علاوه بر مشکلات روانی، اندازهٔ پستان اگر بیش از اندازه بزرگ باشد (عدم تناسب با اندام) بر ستون مهره‌ها تأثیر می‌گذارد و باعث کمردرد می‌شود. به همین دلیل، کوچک کردن پستان از نظر زیبایی یک اقدام پیشگیرانه است، زیرا از مشکلات ستون مهره‌ها جلوگیری کرده و آن‌ها را برطرف می‌کند. در واقع هدف از این نوع جراحی، کاهش اندازهٔ پستان‌ها و لیفت آن‌ها برای حفظ موقعیت طبیعی است. کاهش اندازهٔ پستان معمولاً به این دلایل انجام می‌شود: هنگامی که پستان‌ها به دلیل عوامل هورمونی، چاقی یا مشکلات شیردهی بسیار بزرگ هستند و هنگامی که پستان‌ها به دلیل افزایش سن یا اثر گرانش دچار افتادگی می‌شوند.

## خطرات و عوارض احتمالی
- خطرات بیهوشی عمومی [۱۸]
- عفونت
- خونریزی
- اسکار جراحی
- واکنش به دارو
- عدم تقارن در پستان
- عدم بهبود زخم
- تغییرات در حساسیت نوک پستان (که ممکن است موقت یا دائمی باشد)
- عدم تقارن پستان‌ها
- ناهنجاری‌ها در کانتور یا شکل پستان
- مرگ بافت چربی در پستان (نکروز چربی)
- تجمع مایع در زیر پوست (سرووم)
- از دست دادن بالقوه یا از دست دادن جزئی نوک پستان و هالهٔ پستان (آرئولا)
- ترومبوز سیاهرگی عمقی
- عوارض قلبی یا ریوی
- نیاز به جراحی زیبایی مجدد
- بی‌حسی در ناحیهٔ پستان[۱۹][۲۰]
- هماتوم یا سروما (تجمع خون یا مایعات در زیر پوست بر اثر جراحی که نیاز به استخراج دارد)[۲۱]
- آسیب رسیدن به بافت‌ها و ساختارهای عمقی

## نگارخانه

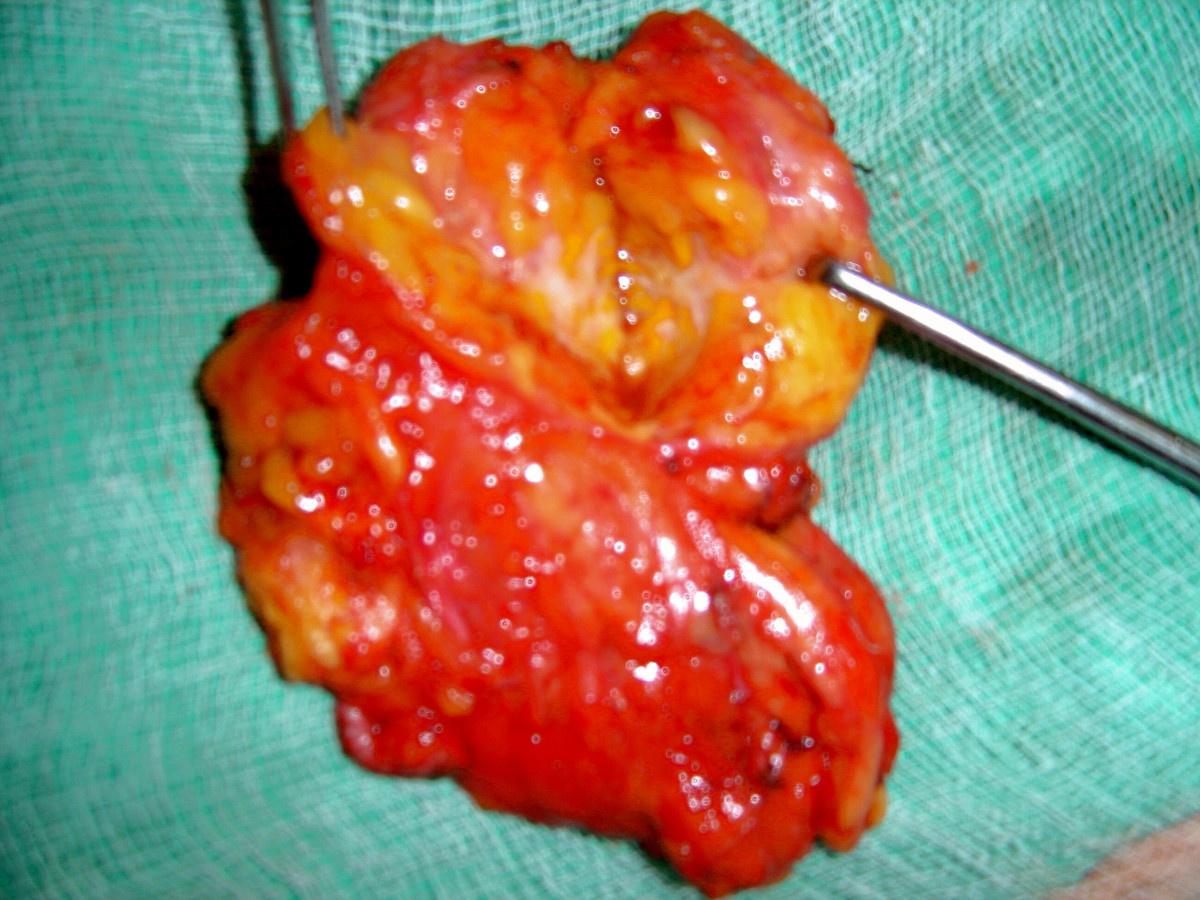
برداشتن بخشی از بافت پستان
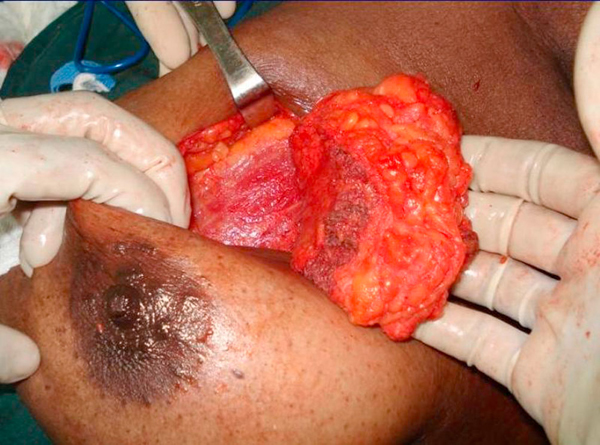
برداشتن بخشی از بافت پستان